# ストーンウォール (団体)
ストーンウォール（英語: Stonewall、公式には Stonewall Equality Limited）は、性的少数者（LGBT）の権利のために活動するイギリスの慈善団体。ヨーロッパ最大のLGBT権利組織とされる。

## 歴史

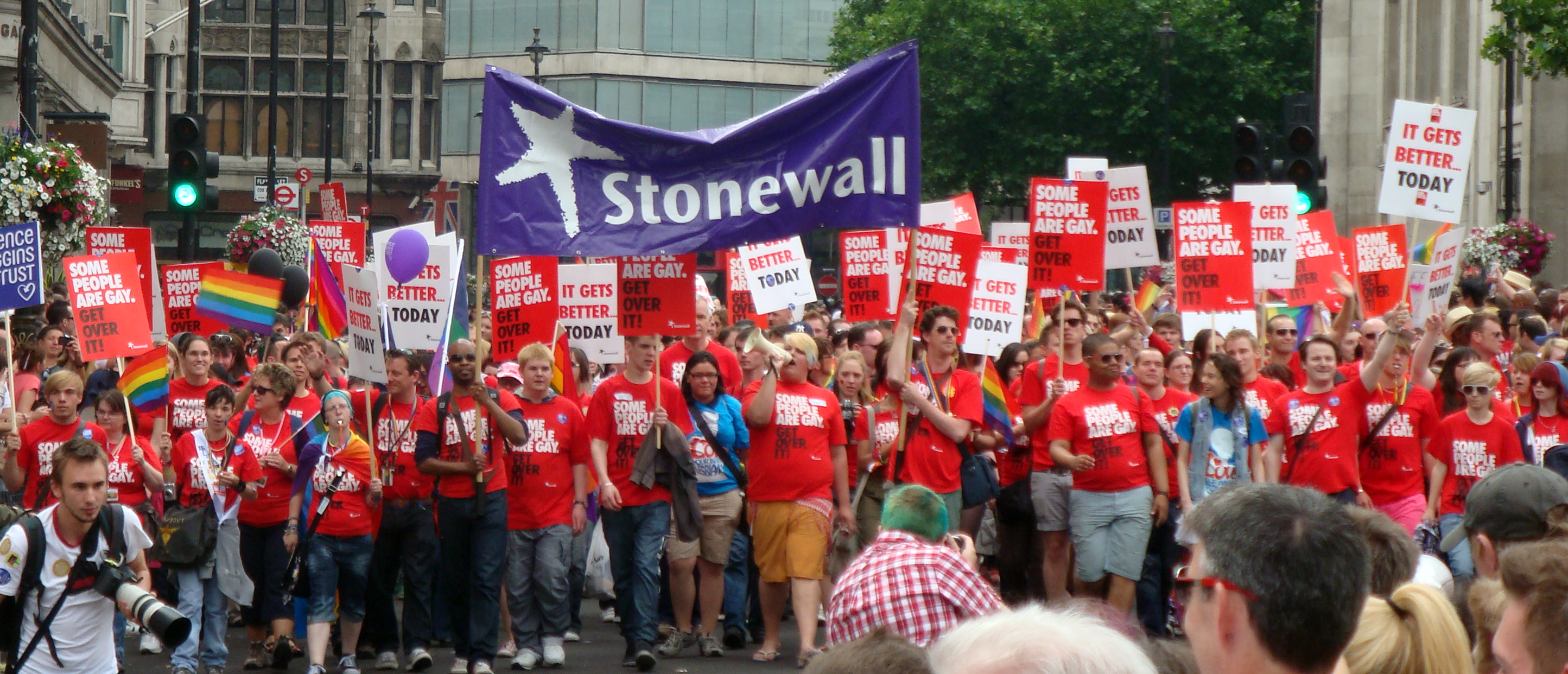
2011年のロンドンでのプライドパレードの様子

1988年、イギリスでは自治体や教師が「同性愛を助長する行為」を禁じる法律が制定され、1988年地方自治法、通称「セクション28」と呼ばれた。これに反対して、イアン・マッケラン、リサ・パワー、マイケル・キャッシュマンらが1989年に設立したのがストーンウォールだった。1997年に選挙で労働党が与党に返り咲いた後、ストーンウォールは施策を多様に展開するようになった。
団体の名前は、1969年6月28日にニューヨークのゲイバー「ストーンウォール・イン」が警察による踏み込み捜査を受けたことをきっかけに、LGBTQ当事者が警官に真っ向から立ち向かって暴動となった事件であり、抵抗運動の象徴的出来事としても有名なストーンウォールの反乱に由来する。
1995年には日本でストーンウォール・ジャパン、アメリカでは1999年にストーンウォール・デモクラッツが創設され、現在に至るまで活動している。